# Pelouse des sources de la Suize a Courcelles-en-Montagne
Pelouse des sources de la Suize a Courcelles-en-Montagne este o arie protejată (sit de importanță comunitară — SCI) din Franța întinsă pe o suprafață de 111 ha, integral pe uscat.

## Localizare
Centrul sitului Pelouse des sources de la Suize a Courcelles-en-Montagne este situat la coordonatele 47°50′00″N 5°11′21″E / 47.83333°N 5.18917°E.

## Înființare
Situl Pelouse des sources de la Suize a Courcelles-en-Montagne a fost declarat arie specială de conservare în baza directivei 92/43 din 1992 referitoare la conservarea habitatelor naturale și a faunei și florei sălbatice pentru a proteja 9 specii de animale.

## Biodiversitate
Situată în ecoregiunea continentală, aria protejată conține 8 habitate naturale: Pajiști carstice calcaroase sau bazofile, de Alysso-Sedion albi, Liziere de ierburi înalte hidrofile de câmpie și de nivel montan până la alpin, Păduri de fag Asperulo-Fagetum, Pajiști cu Molinia pe soluri calcaroase, turboase sau argilos-nămoloase (Molinion caeruleae), Pajiști uscate seminaturale și facies de acoperire cu tufișuri pe substraturi calcaroase (Festuco-Brometalia) (* situri importante pentru orhidee), Mlaștini alcaline, Ape puternic oligomezotrofe cu vegetație bentonică cu Chara spp., Lacuri eutrofice naturale cu vegetație de tip Magnopotamion sau Hydrocharition.
La baza desemnării sitului se află mai multe specii protejate:
- mamifere (3): liliac cârn (Barbastella barbastellus), liliac cu urechi mari (Myotis bechsteinii), liliac cărămiziu (Myotis emarginatus)
- nevertebrate (5): Austropotamobius pallipes, Coenagrion mercuriale, fluturele auriu (Euphydryas aurinia), fluturele flitirar (Euphydryas maturna), Vertigo moulinsiana
- pești (1): zglăvoacă (Cottus gobio)

Pe lângă speciile protejate, pe teritoriul sitului au mai fost identificate 7 specii de plante, 5 specii de păsări, 3 specii de amfibieni, 2 specii de mamifere, 4 specii de reptile.